# Наземне обслуговування

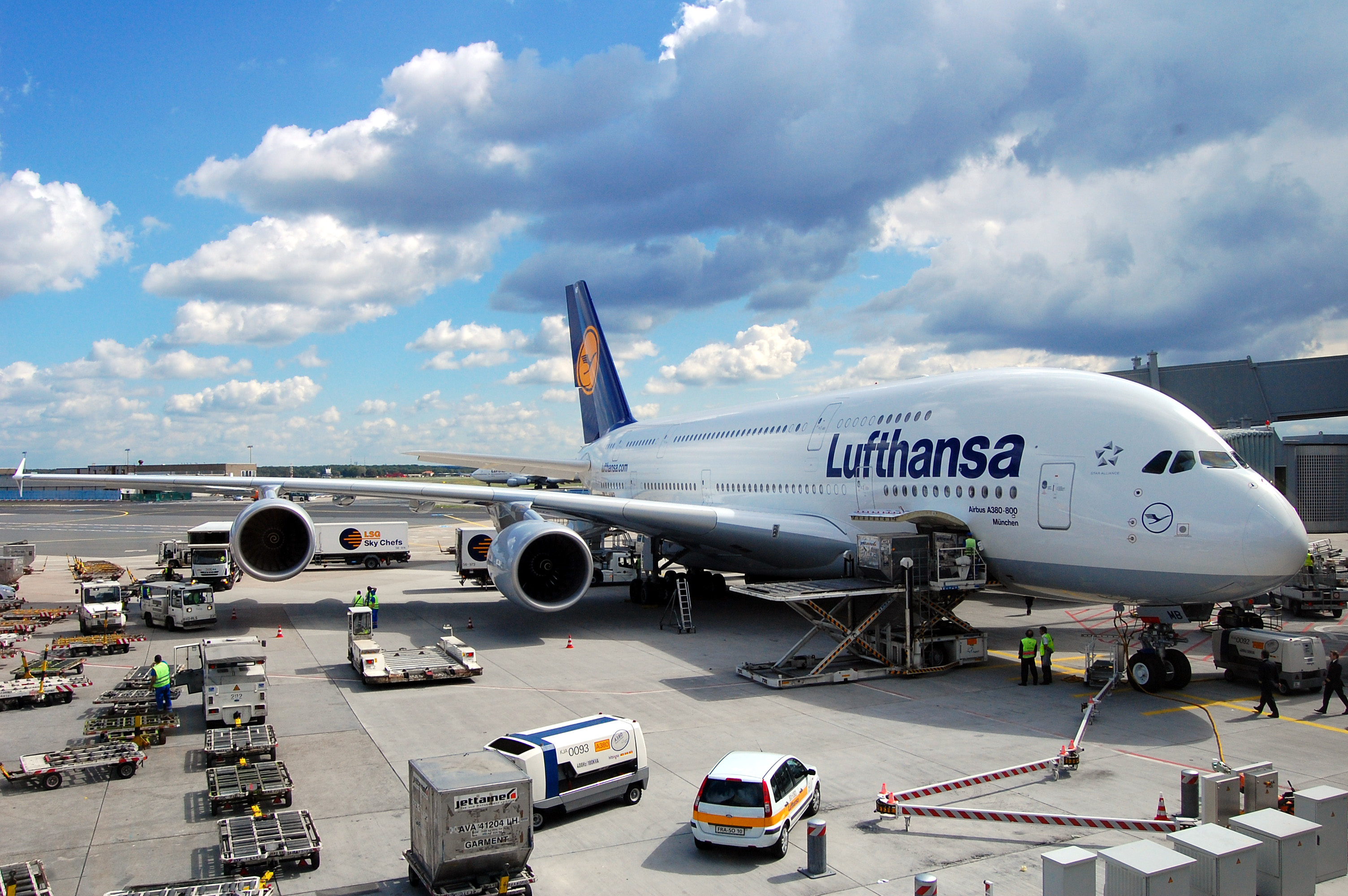
Наземне обслуговування Lufthansa Airbus A380-841 в аеропорту Франкфурта

В авіації наземним обслуговуванням (англ. aircraft ground handling) є процедури догляду за повітряним судном під час перебування на землі як біля виходу аеропорту, так і на окремих його стоянках.
Згідно з наказом ДАСУ наземним забезпеченням вважаються послуги, які необхідні для забезпечення прильоту, вильоту, переміщення, стоянки та обслуговування ПС, обслуговування пасажирів, екіпажів, багажу, пошти, вантажів та забезпечення авіаційних робіт.

## Сутність

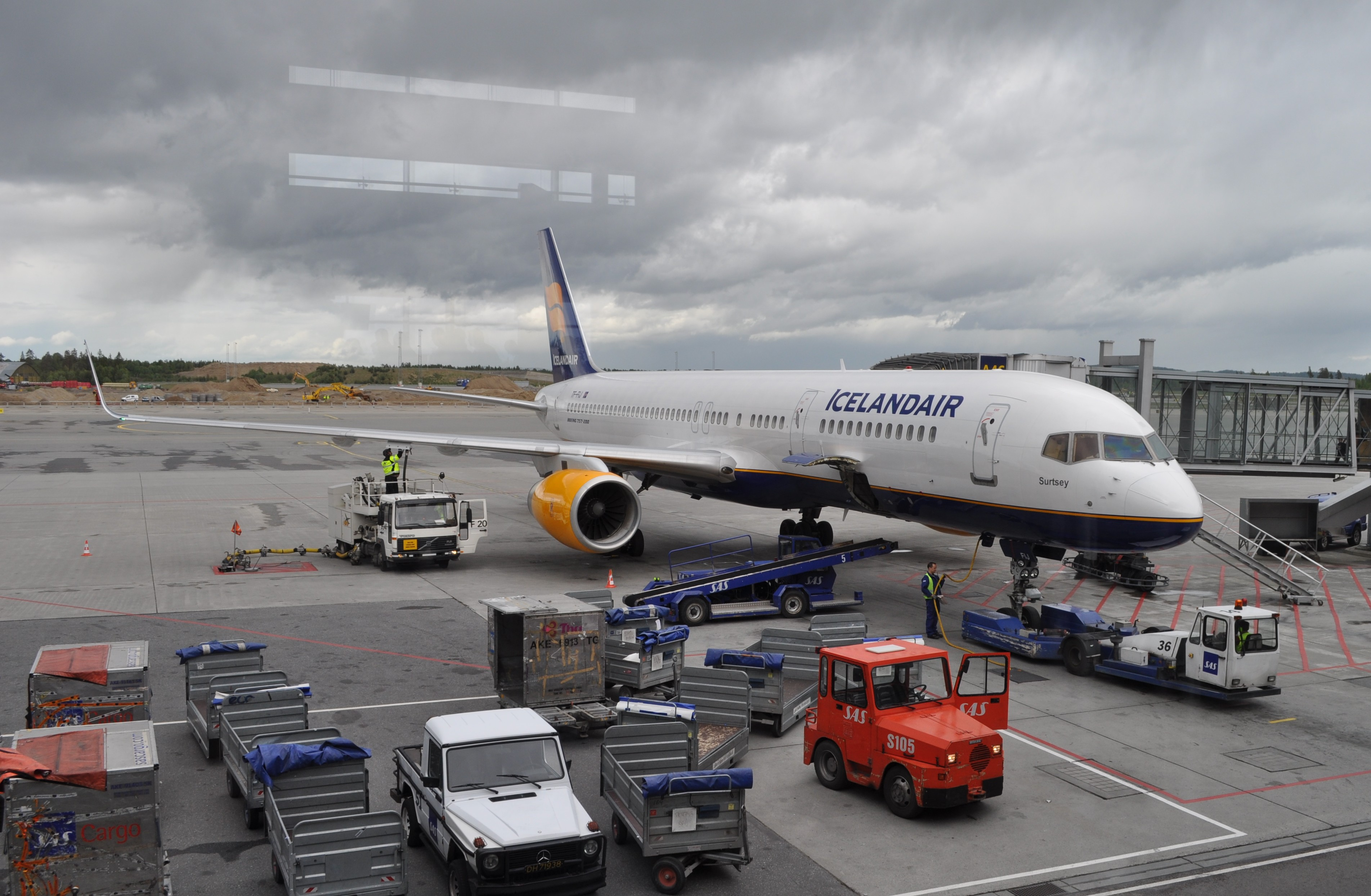
Борт Icelandair обслуговується АК SAS в Гардермоен

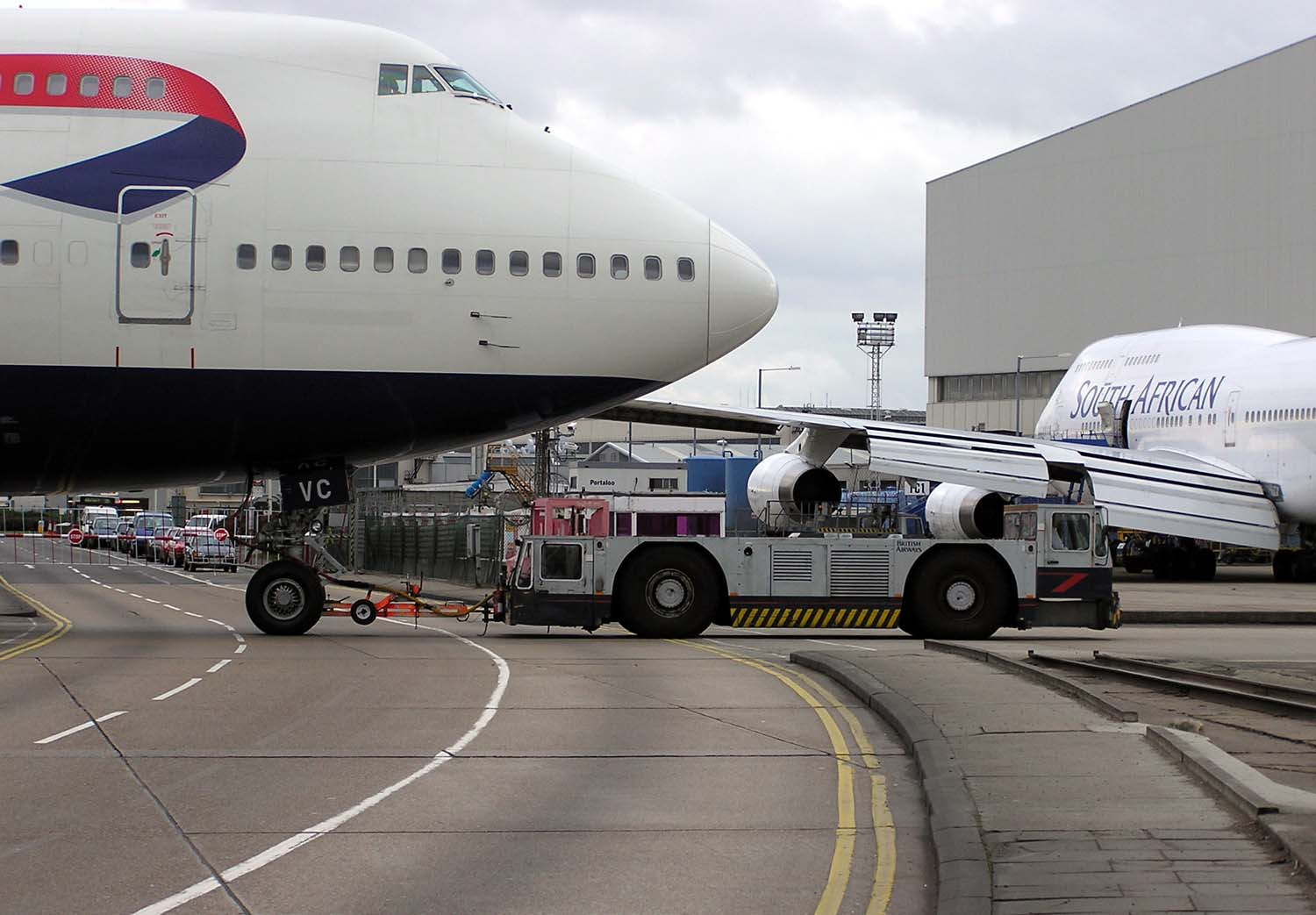
Буксирування як частина НО British Airways Boeing 747-400 в Хітроу

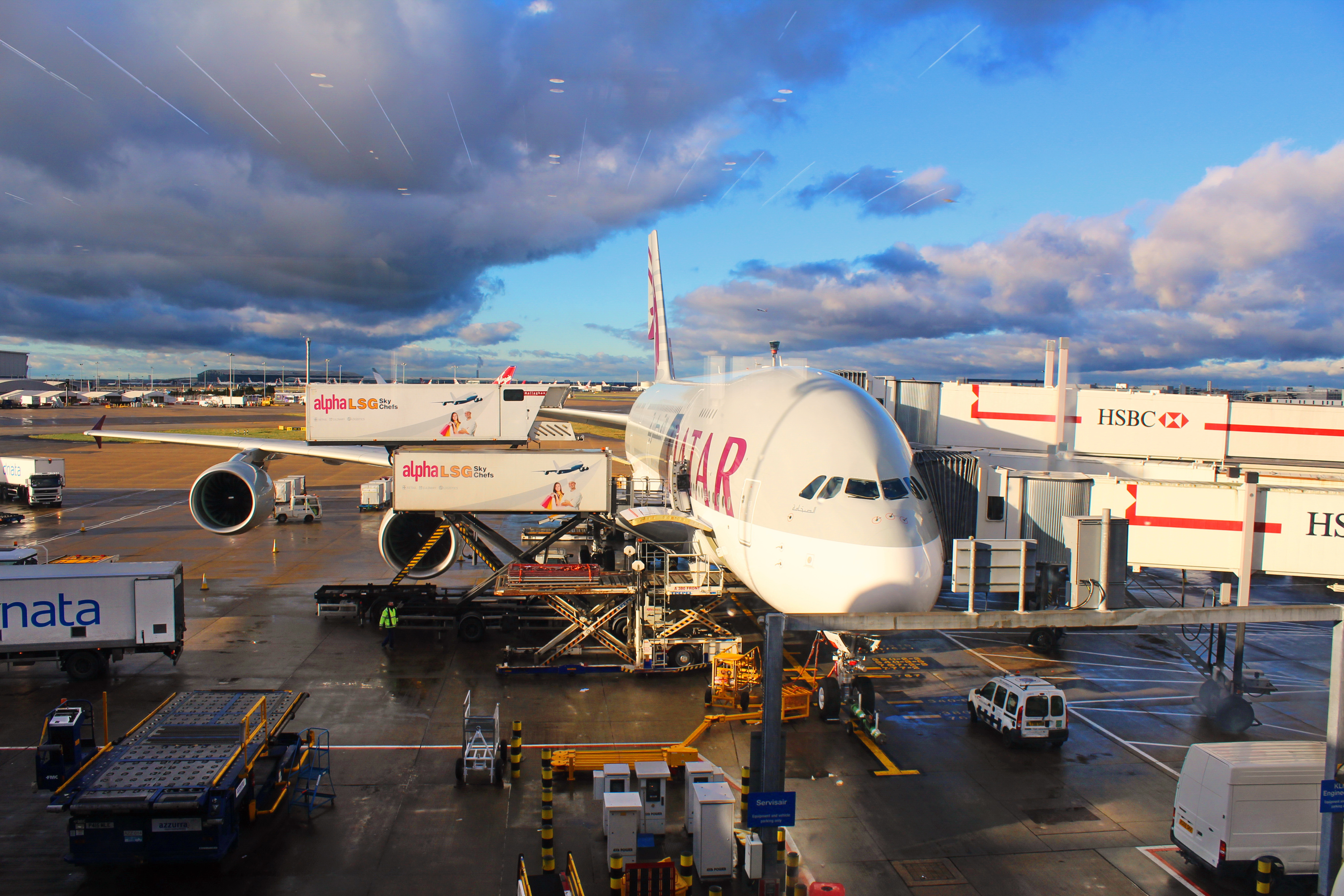
Airbus A380 від Qatar Airways у Хітроу з розмаїтим обладнанням

Більшість авіакомпаній укладають договори наземного обслуговування (хендлінгу) безпосередньо з аеропортами, агентами НО (або хендлінговими агентами) чи навіть з іншими АК. За найскромнішими оцінками IATA авіакомпанії здійснюють понад 50 % усіх аутсорсингових операцій НО по всьому світу.
Наземне обслуговування накладає значні вимоги до послуг у проміжок часу між прибуттям до ґейту і часом відправлення. Оперативність, ефективність та пунктуальність важливі в НО, так як зменшують тривалість циклу обслуговування в аеропорту. Чим коротша хендлінгова операція, тим вона менш витратна.
АК з меншим навантаженням чи можливостями в певних портах вигідніше користуватися послугами сторонніх агентів чи служб інших АК, це зменшує витрати на утримання власних працівників та устаткування.
Більшість наземних операцій прямо не пов'язані із здійсненням польоту. Основні задачі НО розглядаються далі.

### Обслуговування салону
Основна мета сервісу ― забезпечення зручностей для пасажира. Більшу частину в салоні забирає прибирання, решту часу йде на заміну витратних матеріалів, як от: мило, серветки, туалетний папір, буклети, а також замінні подушки та покривала.

### Харчування
Харчування включає вивантаження невикористаної їжі та напоїв та завантаження свіжих для пасажирів та екіпажу. Їжа для літака зазвичай доставляється у спеціальних візках. Порожні чи заповнені сміттям візки замінюються одразу заповненими їжею. Харчі готують на землі, в повітрі їх лише охороджують або підігрівають.
В той час як деякі АК мають власну службу доставки їжі, більшість послуговуються сервісом спеціалізованих компаній.

### Перонний сервіс

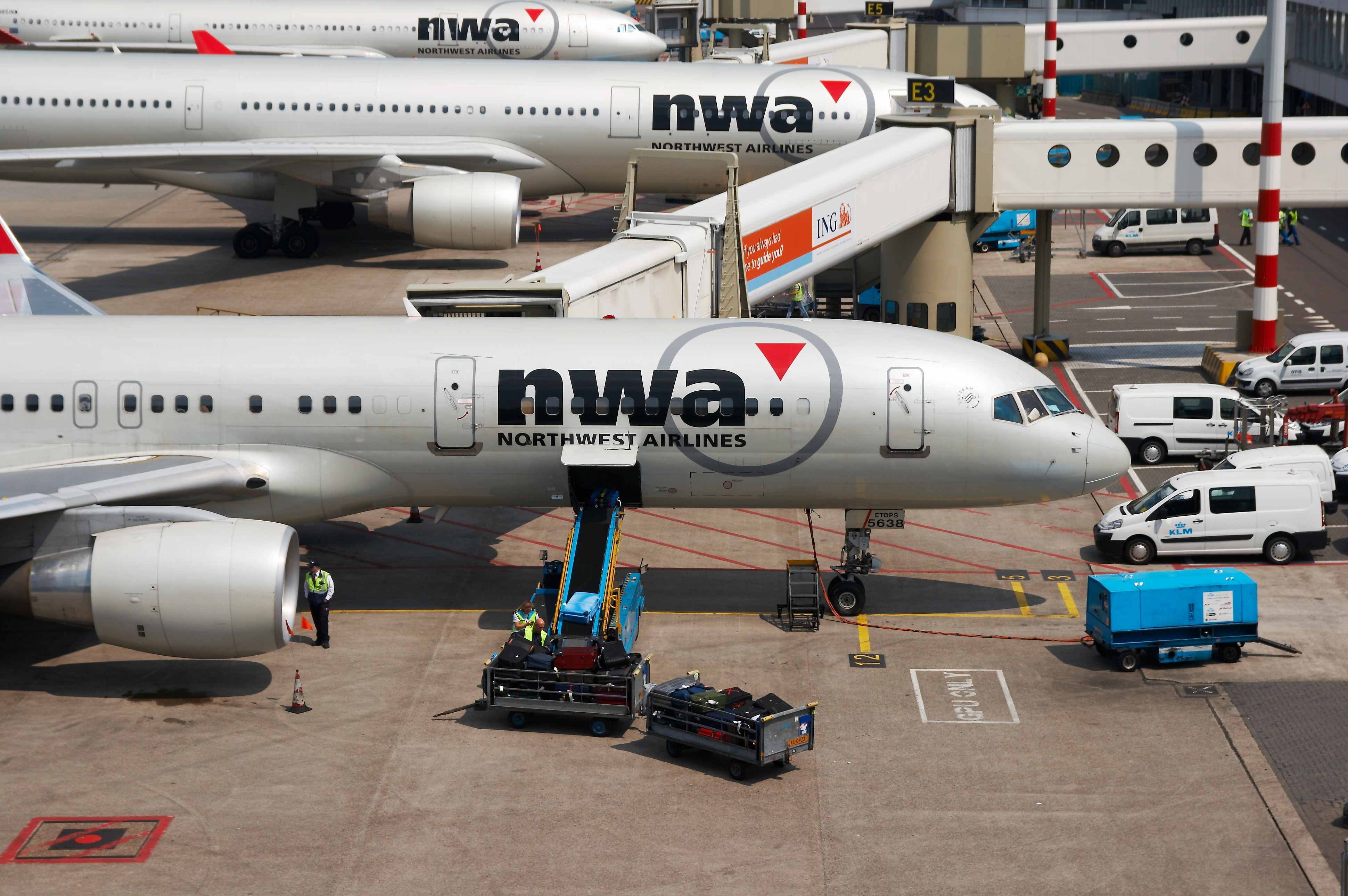
Розвантаження багажу з Northwest Airlines Boeing 757 в Схіпхолі

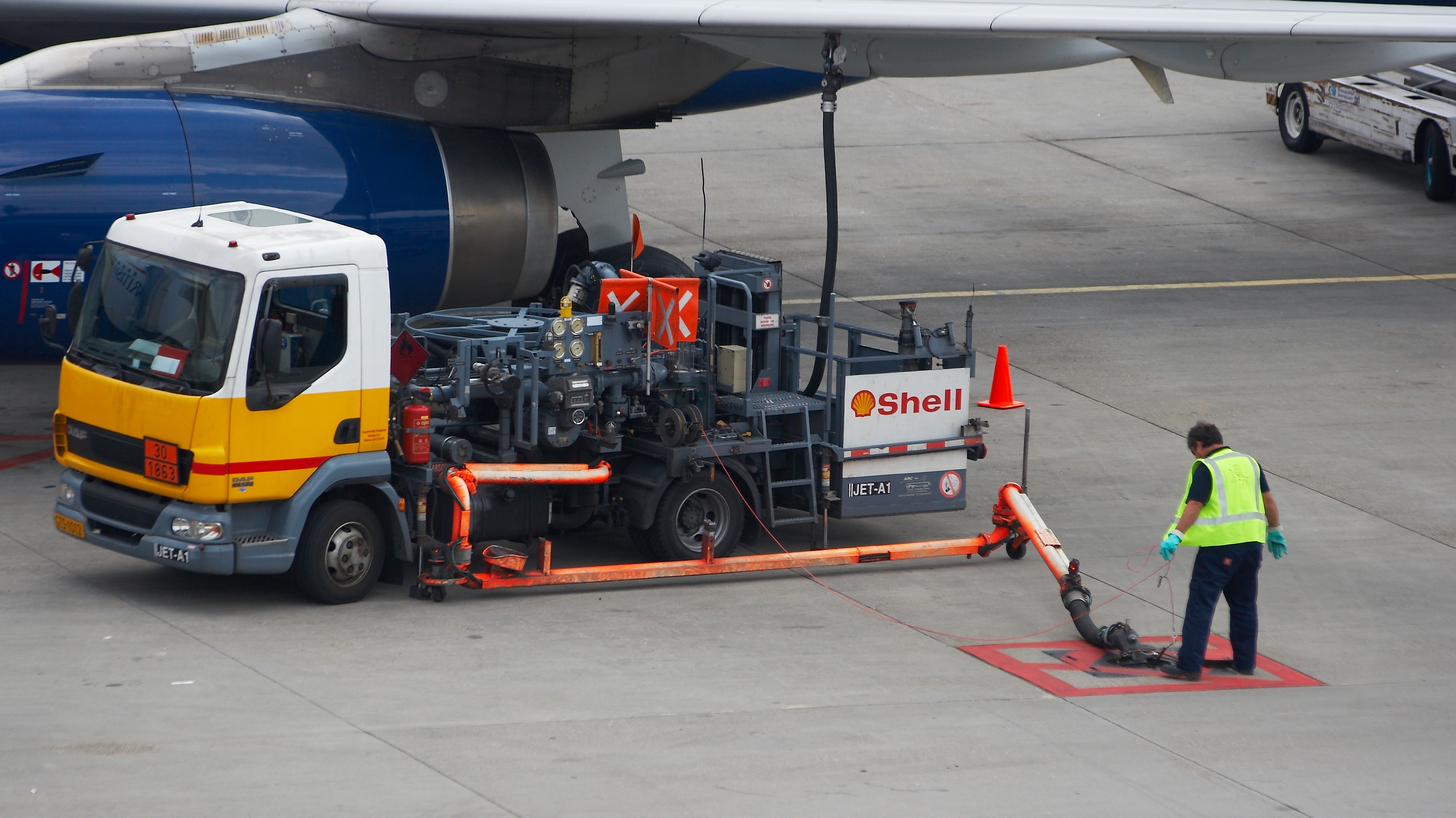
Судно British Airways заправляють пальним

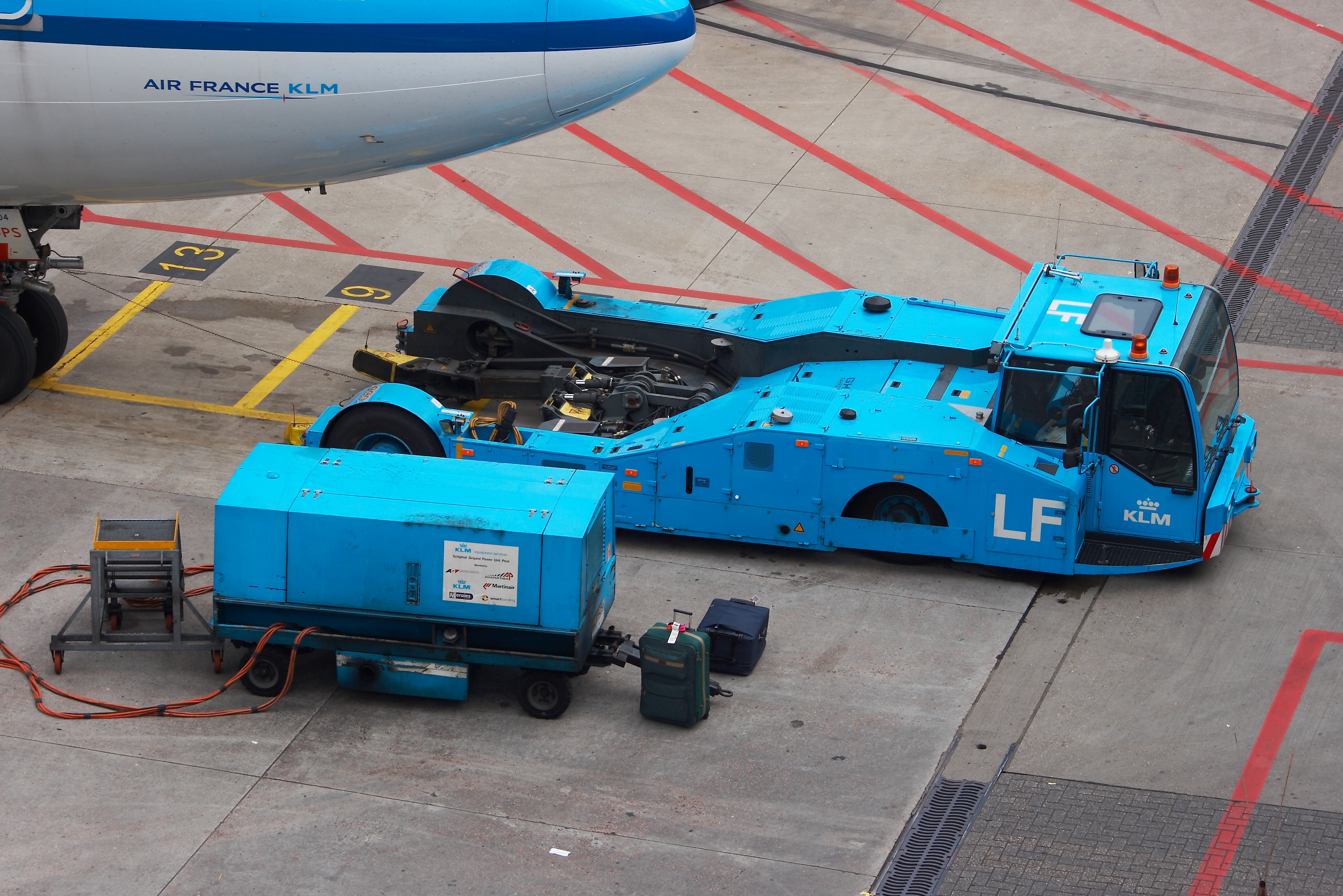
Буксир та пристрій зовнішнього живлення

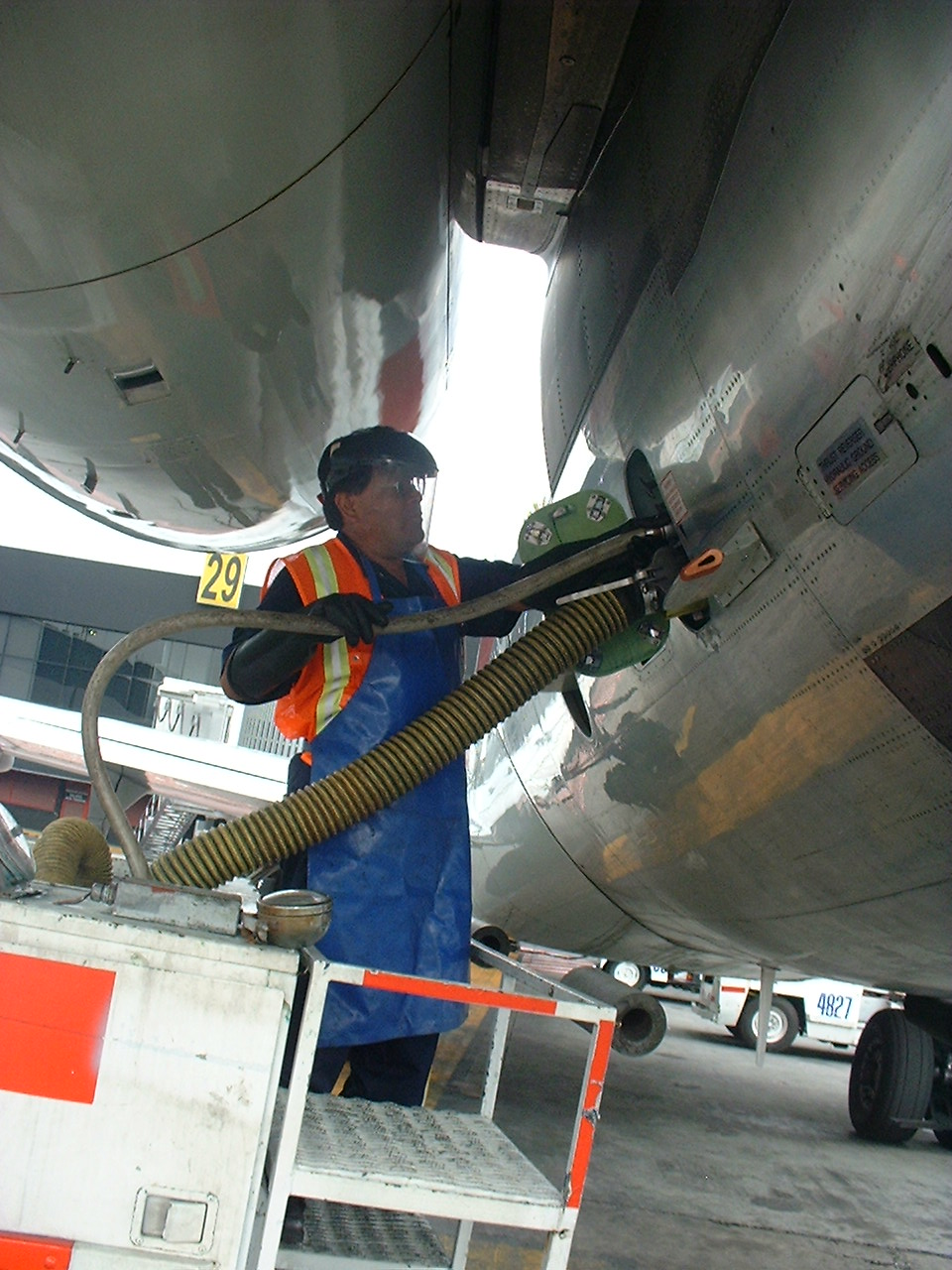
Злив санітарних стоків

- Супровід ПС на та з місця стоянки (маршалінг),
- Буксирування
- Евакуація санітарних стоків
- Заправлення технічною водою (непитна, для туалетів)
- Кондиціювання
- Запускання двигунів
- Розвантаження багажу на транспортерах та візках
- Доставка багажу в зал видачі
- Обслуговування багажу по терміналу
- Обробка харчових вантажів
- Заправлення пальним
- Наземне електропостачання
- Пасажирські сходи або телетрап
- Підйомники для інвалідних візків
- Зовнішнє гідравлічне живлення
- Протиожеледна обробка

### Обслуговування пасажирів
Включає послуги всередині терміналу:
- Проведення реєстрації відбуваючих пасажирів
- Обслуговування виходів прибуття/відправлення. Агенти повинні зустрічати прибуваючих та проводжати відлітаючих пасажирів, здійснення процедури посадки та закриття рейсу
- Підтримка стійок трансферу, сервісної служби для клієнтів та залів очікування АК

### Аеродромне обслуговування
Сервіс надає диспетчерську підтримку ПС, підтримує зв'язок з рештою персоналу АК в аеропорту, а також зі службою диспетчерського контролю.